# سیرفاس ۱۳۱۵۷
سیارک ۱۳۱۵۷ (به انگلیسی: 13157 Searfoss، نامگذاری:1995TQ6) سیزده هزار و صد و پنجاه و هفتمین سیارک کشف شده‌است که در ۱۵ اکتبر ۱۹۹۵ کشف شد.
قدر مطلق سیارک برابر ۱۹.۵ است.